# Omar Emboirik Ahmed
Omar Emboirik Ahmed Abdelahi (Tuineje, Fuerteventura, 4 de febrero de 1956) es un diplomático saharaui. En 2020 es embajador del Frente Polisario en Brasil. Fue embajador saharaui en Venezuela hasta finales de 2012, también embajador acreditado no residente en Bolivia y Ecuador, con base en Caracas. 

## Biografía
Nació en Tuineje, un municipio de la isla de Fuerteventura, en 1956. Su madre es Dedda Abdalahe Uld Baha a quien en 2015 Emboirik dedica su tesis de doctorado "A Dedda ment Abdalahe uld Saha, que en 25 años de emigración y 32 de exilio sembró en nuestros corazones la rebeldía, cruzó un desierto de napalm en busca de un sueño. Todavía la sal nos nubla la mirada mamá".
Se unió al Frente Polisario en 1974, participó en la lucha clandestina en la ciudad de El Aaiún donde formó parte de la dirección de la Unión de Estudiantes, formando parte de la rama juvenil UJSARIO durante la última parte del período colonial español. Se graduó en Historia en la Universidad de Las Palmas de Gran Canaria, en España. 
Comenzó su carrera diplomática en 1976, en la representación del Polisario en Francia. Entre 1977 y 1980 se unió a las embajadas saharauis en Cuba y Panamá . Entre 1983 y 1988, realizó misiones diplomáticas puntuales en Alemania, Austria, México, Grecia, Jamaica, Barbados, Trinidad y Tobago, Costa Rica, Suiza, Italia y Portugal. Desde 1988 hasta 2008, fue el representante del Polisario en diferentes comunidades autónomas españolas, entre ellas en las Islas Canarias desde finales de la década de 1990 hasta 2002. Entre 2002 y 2008 fue jefe de la representación del Polisario en Cataluña. En 2008, fue designado embajador extraordinario y plenipotenciario residente saharaui en Venezuela. El 25 de junio de 2009, reemplazó a Hach Ahmed Bericalla como embajador saharaui no residente acreditado en Ecuador. El 24 de marzo de 2011, presentó al presidente Evo Morales las credenciales como embajador saharaui no residente acreditado ante el Estado Plurinacional de Bolivia .
El 18 de febrero de 2017, Emboirik Ahmed obtuvo el doctorado en la Universidad de Las Palmas de Gran Canaria, su alma mater con la tesis "Nacionalismo Saharaui, de Zemla a la Organización de la Unidad Africana". En su tesis estudia el nacionalismo saharaui a través de personalidades como Mohamed Basiri o El Luali, el nacimiento del Frente Polisario y su historia posterior.
En 2020 es representante del Frente Polisario en Brasil.

## Premios y reconocimientos
El 4 de marzo de 2011, el alcalde de la ciudad otorgó a Emboirik Ahmed la Orden " Gran Cacique Indio Coromotano ", durante una ceremonia en Ocumare del Tuy, en el estado de Miranda, Venezuela. 
El 29 de febrero de 2012, durante las celebraciones en Caracas del 36 aniversario de la proclamación de la independencia de la República Saharaui, el concejo municipal le otorgó la medalla de primera clase " Waraira Repano " 

## Publicaciones
- El movimiento nacionalista saharaui de Zemala a la Organización de la Unidad Africana. (2017) Beginbook Editorial ISBN 9788494732362